# Trade Tower
La Trade Tower è un grattacielo alto 228 metri situato nel distretto di Gangnam a Seul, in Corea del Sud. 
L'edificio, che ospita gli uffici della Korea International Trade Association, si sviluppa per un totale di 55 piani, è stato progettato dalla Nikken Sekkei e costruito nel 1988.
L'equipe di architetti che ha progettato l'edificio si ispirò ai più famosi grattacieli americani, come l'Empire State Building e il World Trade Center. Difatti, questo grattacielo è uno dei simboli della frenetica vita economica del quartiere sudcoreano. Al 52º piano dell'edificio è presente, inoltre, un lussuoso ristorante.
La Trade Tower compare anche nel videoclip del singolo sudcoreano Gangnam Style di Psy.